# Чарльз Басс
Чарльз Фостер Басс (англ. Charles Foster Bass; нар. 8 січня 1952, Бостон, Массачусетс) — американський політик-республіканець, з 1995 по 2007 рр. і з 2011 по 2013 рр. представляв 2-й округ штату Нью-Гемпшир у Палаті представників США.
Походить з відомої політичної сім'ї у Нью-Гемпширі. Його дід Роберт П. Басс (1873–1960) був губернатором Нью-Гемпширу з 1911 по 1913 рр., а його батько, Перкінс, представляв штат у Конгресі з 1955 по 1963 рр.
У 1974 р. закінчив Дартмутський коледж у Гановері. Протягом 1974 р. Басс працював помічником конгресмена зі штату Мен Вільяма Коена, а з 1975 по 1979 рр. — конгресмена Девіда Ф. Емері. У 1980 р. був кандидатом на виборах до Конгресу, але програв праймеріз Республіканської партії Джадду Греггу. У 1984 р. був делегатом на нараді з питання перегляду конституції штату Нью-Гемпшир. У період з 1982 по 1988 рр. був членом Суду загальної юрисдикції Нью-Гемпширу. Він був також входив до Сенату Нью-Гемпширу з 1988 по 1992 рр.
Басс є членом правління Laidlaw Biopower LLC, де раніше був радником. Одружений, живе у Пітерборо.